# Bug tracking system

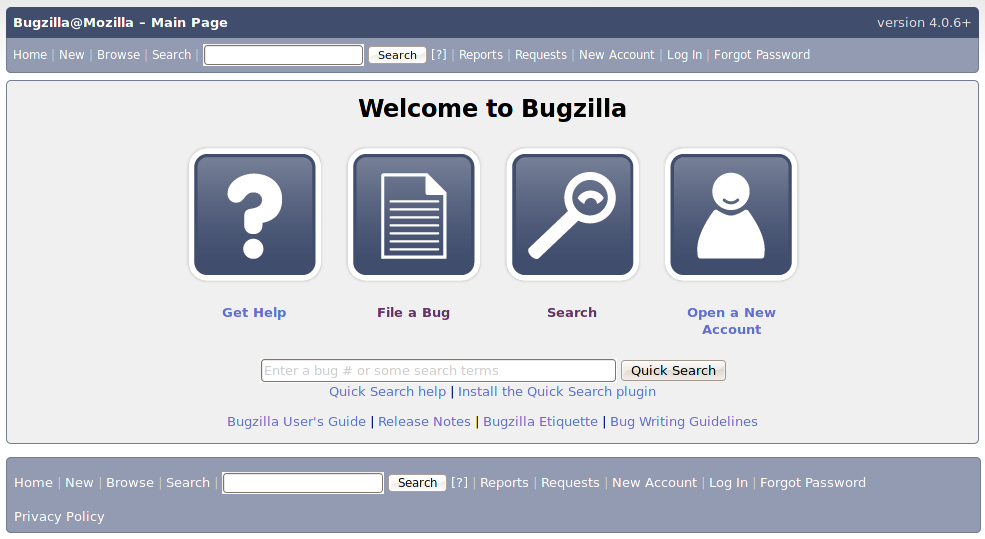
Bugzilla - příklad Bug tracking systému

Bug tracking system je softwarová aplikace, která je navržena tak, aby napomáhala zajišťovat kvalitu při sledování hlášených softwarových chyb při práci programátorů.
Mnoho bug-tracking systémů, jako jsou ty, které používá většina open source software projektů, umožňuje uživatelům zadávat hlášení o chybách přímo. Ostatní systémy jsou používány pouze interně v rámci společnosti nebo organizace pracující na vývoji softwaru. Typicky jsou bug tracking systémy integrovány s ostatními aplikacemi a software v daném podniku.
Bug tracking systém je cenný při vývoji a rozvoji softwarových produktů, které jsou používány v rozsáhlých společnostech nebo mnoha uživateli.

## Komponenty
Hlavní částí bug tracking systému je databáze, která zaznamenává údaje o známých chybách. Obsahuje informace o času nahlášení chyby, její závažnost, popis chybného chování programu, podrobnosti o postupu reprodukce chyby, jakož i údaje o totožnosti osoby, která chybu nahlásila, a případné programátory, kteří mají chybu opravit.
Systémy pro sledování chyb podporují koncept životního cyklu chyby, ve kterém je chyba nejprve nahlášena, ověřena chybovost, analyzována příčiny a způsoby opravy, opravena, následně ověřena funkčnost a správnost opravy, nasazena do testovací verzi, popř. do ostré verze software. Fáze tohoto životního cyklu bývá vyjádřena a sledována prostřednictvím stavu uvedeného u chyby.

## Použití
V podnikovém prostředí, může být bug-tracking systém použit k vytváření sestav produktivity programátorů u dané chyby. Nicméně, tato sestava může být mít nepřesné výsledky, neboť různé chyby mohou mít různé úrovně závažnosti a složitosti. Závažnost chyby nemusí být v přímém vztahu k složitosti. Proto mohou být odlišné názory mezi manažery a architekty.
Firemní Bug tracker (LBT) je obvykle počítačový program používaný týmem aplikační podpory a profesionálů (nejčastěji help deskem). Védou záznamy o otázkách sdělených softwarovými vývojáři. LBT umožňuje odborníků použití podpory při sledování chyby v pro ně „srozumitelném jazyce“ a ne „jazykem vývojářů“. Kromě toho umožňuje používání LBT týmu podpory sledování konkrétních informací o uživatelích, kteří si stěžují, že výzva k nemusí být vždy aktuální v daném čase.

## Issue tracking system
Mnoho Bug Tracking Systémů je využíváno nejen pro evidenci chyb v pravém slova smyslu, ale i pro návrhy na vylepšení a požadavky nových funkcí. Podobné aplikace se z tohoto důvodu často nenazývají jako nástroje pro bug tracking ale jako nástroje pro issue tracking.

## Příklady
| Název              | Domovská stránka                                        | Čeština                          |
| ------------------ | ------------------------------------------------------- | -------------------------------- |
| Redmine            | Redmine.org                                             | Součástí originálního balíku     |
| Bugzilla           | Bugzilla.org                                            | bugzilla.cz                      |
| Mantis bug tracker | MantisBT.org                                            | Součástí originálního balíku     |
| FlySpray           | FlySpray.org Archivováno 9. 5. 2008 na Wayback Machine. | Fórum FlySpray[nedostupný zdroj] |
| ObjectGears        | ObjectGears                                             | Součástí originálního balíku     |
| OnTime             | OnTime Archivováno 2. 5. 2012 na Wayback Machine.       | Součástí originálního balíku     |
| JIRA               | Atlassian JIRA                                          | MyJIRA.cz                        |
| Bontq              | Bontq.com                                               | Součástí originálního balíku     |
| Phabricator        |                                                         |                                  |